# Stéphanie Meire
Stéphanie Meire (Brugge, 11 mei 1971) is een actrice, omroepster en presentatrice en bekroond tot Miss België 1993. Na haar misstitel voerde ze diverse media-opdrachten uit en deed ze mee aan tal van televisieseries.

## Biografie
Ze debuteerde in de soap Wat nu weer?! op VTM. Ze speelde daarna onder andere in de populaire Vlaamse soapreeks Familie, van 1999 tot 2001 de rol van Femke Maeterlinck, een personage dat in oktober 2001 een einde maakt aan haar leven. Van 2002 tot 2003 kwam ze terug als een dubbelgangster van Femke, Eefje Govaert. Vanaf 2005 dook ze opnieuw regelmatig op op het scherm, als presentatrice van de belspelletjes Woordzoeker en Time to Play. Van januari 2007 tot januari 2011 presenteerde ze het spelprogramma Puzzeltijd op VTM.
Op 8 maart 2000 trouwde ze met de internationale racepiloot Kurt Thiers; ze kregen in 1999 een dochter Camille . Na haar scheiding trouwde ze op 25 augustus 2006 met een verpleegkundige, met wie zij in 2007 een zoon kreeg.
In 2012 stapte ze in de lokale politiek: bij de gemeenteraadsverkiezingen dat jaar stond ze op de derde plaats op de Open Vld-lijst van Jabbeke. Ze raakte echter niet verkozen. Haar man Peter, stond 5de op de lijst.